# 阿曼达蛋糕
阿曼达蛋糕（羅馬尼亞語：  amandină) 是一种罗马尼亚的巧克力千层蛋糕，里面填充了巧克力、焦糖和软糖奶油。有时也会添加杏仁膏。与大多数罗马尼亚蛋糕一样，可以分成不同大小供应。
这种蛋糕是罗马尼亚最传统的“甜品店”蛋糕之一。其原始配方是将巧克力海绵蛋糕浸泡在朗姆酒味焦糖糖浆中，再用巧克力奶油和软糖制作馅料。将组装好的各层蛋糕涂上糖霜，趁糖霜还处于液态时淋上蛋糕即完成制作。
这种蛋糕的顶部會點綴一些罗马尼亚风格装饰，上面有一点奶油和一块菱形的薄巧克力。